# 新谷賢太郎
新谷 賢太郎（しんたに けんたろう、1990年8月25日 - ）は、フリーアナウンサー。テニスやプロレス、格闘技等のスポーツ実況を中心に活動。元秋田放送アナウンサー。

## 人物
- 東京都杉並区出身。O型。172 cm。
- 東京都立青山高等学校、上智大学外国語学部・ロシア語学科卒業。
- テニス歴17年
- 趣味はテニス観戦。2019年にはウィンブルドン、全米オープン、マスターズローマを現地取材した。

## エピソード
秋田放送時代はラジオのニュースやラグビー、高校野球等のスポーツ番組・実況、バラエティ番組のグルメリポートやお祭り中継などオールマイティに活躍していた。2018年6月をもって秋田放送を退社し、フリーアナウンサーとしての活動を開始する。フリー転向後はテニスや格闘技などのスポーツ実況を多く務めている。

## フリー転向後の担当番組
テニス
- 「男子テニスATPツアー」ーGAORA
- 「花キューピットジャパンウィメンズオープンテニス」－WOWOW
- 「楽天オープン2018」ー楽天TV

プロレス
- 「DRAGON GATE∞～infinity～」－GAORA
- 「プロレスリング・ノアSP」－日テレG+
- 「丸藤正道20周年記念大会『飛翔』」－日テレG+
- 「ジャイアント馬場没20年追善興行～王者の魂～」－日テレG+
- 「小橋建太完全プロデュース大会 Fortune Dream6」－日テレG+
- 「ザ・デストロイヤー メモリアル・ナイト～白覆面の魔王よ永遠に～」－日テレG+
- 「WWE」－DAZN

格闘技
- 「K-1 OUTSTANDING」－テレビ東京
- 「K-1 WORLD GP」－GAORA/AbemaTV
- 「K₋1KRUSHFIGHT」－GAORA/AbemaTV
- 「OneChampionship」－AbemaTV
- 「パンクラス」－AbemaTV
- 「QUINTET」ーUFC FIGHT PASS/HULU

ラグビー
- 「全国高等学校ラグビーフットボール大会神奈川県大会決勝」ー J SPORTS
- 「全国高等学校ラグビーフットボール大会埼玉県大会決勝」ー J SPORTS
- 「全国高等学校ラグビーフットボール大会京都府大会決勝」ー J SPORTS
- 「全国高等学校ラグビーフットボール大会茨城県大会決勝」ー J SPORTS
- 「ワールドラグビーセブンズシリーズ」－DAZN

大相撲
- 「Abematv大相撲LIVE」－AbemaTV

ボディビル
- 「Japan Pro Weekend 2018」ー J SPORTS

イベントほか
- 「ラグビーW杯2019パブリックビューイング　日本vsアイルランド」
- 「白猫テニスグランドスラム3周年オープン」

## 秋田放送時代の担当番組
- ごくじょうラジオ（ラジオ）
- ランチリクエスト（ラジオ）
- なんてったって日曜はスポーツ！（ラジオ）
- 秋田ノーザンブレッツOneHeart!GoForward!(ラジオ)
- エビス堂☆金（テレビ）
- ABSストレイトニュース NNN（テレビ）
- 全国高等学校ラグビーフットボール大会秋田県予選決勝(テレビ)
- 全日本少年サッカー秋田県大会決勝(テレビ)